# 達內山
76°51′S 146°40′W / 76.850°S 146.667°W
達內山（英語：Mount Dane）是南極洲的山峰，位於瑪麗伯德地對面海域的拉德福德島北部，處於艾萊弗森峰西北面6公里，由美國的探險隊發現，現時由南極條約體系管理。